# Dalai Lama Awakening
A Dalai Lama Awakening 2014-ben készült amerikai dokumentumfilm, amelynek narrátor hangja Harrison Ford, rendezője Khashyar Darvich. A film egy életeket megváltoztató utazást mutat be, amelyben neves nyugati gondolkozók (Dr. Michael Beckwith (Új Gondolat Mozgalom), Fred Alan Wolf (kvantum fizikus), Amit Goswami (amerikai író), Harry Morgan Moses (Új Gondolat Mozgalom), Jean Houston (társadalomkutató)) látogatnak el Tendzin Gyacóhoz, a 14. dalai lámához az indiai Dharamszala városába, hogy a világ nagy problémáinak megoldására feltegyék kérdéseiket a tibeti buddhista lámának. A több mint 12 díjat nyert film a dalai lámával készült beszélgetések mellett bemutatja a szereplők spirituális átalakulásait.